# Habromys schmidlyi
Habromys schmidlyi är en gnagare i familjen hamsterartade gnagare som förekommer i Mexiko.
Denna gnagare når en absolut längd av 144 till 167 mm, inklusive en 72 till 89 mm lång svans. Den har 19 till 21 mm långa bakfötter, 16 till 21 mm långa öron och väger 10 till 15 g. Den täta och lena pälsen på ovansidan har en rödbrun färg med en mörkare region på ryggens topp som kan bilda en linje. Undersidan är täckt av vit päls och kring ögonen finns mörka ringar. Habromys schmidlyi har en tofs vid svansens slut. Kännetecknande är en liten skalle och små tänder, men den första molaren är ganska bred.
Arten är bara känd från en bergstrakt i norra delen av den mexikanska delstaten Guerrero. Det kända utbredningsområdet är mindre än 100 km². Den första individen (holotyp) hittades i en molnskog vid 1800 meter över havet. Träden i skogen var främst ekar samt ädelgranar och andra arter.
Habromys schmidlyi klättrar främst i växtligheten. Den har vanligen sitt näste i epifyter av familjen ananasväxter som troligen utgör dess föda. Arten äter även svampar.
I regionen pågår skogsavverkningar vad som hotar artens bestånd. IUCN listar den som akut hotad (CR).